# Adranutzium
 (mars 2024).
 (mars 2024).
Si vous disposez d'ouvrages ou d'articles de référence ou si vous connaissez des sites web de qualité traitant du thème abordé ici, merci de compléter l'article en donnant les références utiles à sa vérifiabilité et en les liant à la section « Notes et références ».
Adranutzium est un noble géorgien de Tao-Klarjéthie du Xe siècle.
L'origine d'Adranutzium n'est pas connue. Toutefois, d'après son nom, on peut supposer qu'il venait de l'Arménie voisine. On sait qu'il avait des domaines dans la principauté d'Artanoudji vers le milieu du Xe siècle et qu'il avait acquis plusieurs hautes distinctions dans le pays.
En 923, le prince Gourgen d'Artanoudji meurt et sa femme se retrouve mère d'un fils unique. Adranutzium apparaît à ce moment et se propose de sauver la famille de Gourgen. Il épouse alors sa veuve, la fille d'Achot d'Artanoudji mais meurt à son tour quelque temps plus tard.